# XT-86榴彈砲
XT-86榴彈砲是一种中華民國陸軍1970-1990年代間陸續研發的155公釐榴彈砲，但從未量產服役。
由於中華民國陸軍當時普遍部署的M114 155毫米榴彈炮或仿製的T-65 155公釐榴彈砲僅為二戰時代水平的裝備，在1970年代已經落後，與同時代的新型同類口徑的火砲相比，射程顯得過短（M114A1榴彈砲的最大射程僅15,000公尺），與中國人民解放軍陸軍的同口徑火砲相比也落於劣勢，中華民國國防部聯合勤務司令部202廠（現改隸中華民國國防部軍備局生產製造中心）以M114A1榴彈砲為藍本，研發新一代的155公釐榴彈砲，即是XT-86榴彈砲。
XT-86最重要的研發重點，即是一具中華民國國防部聯合勤務司令部202廠生產的39倍徑砲管（採自緊設計，長度6,04.5公分，纏度20倍徑／轉），配合增大的燃燒室（容積18,845立方公分），以延長最大射程。砲口裝設三板閉合式砲口制退器，以有效降低火砲發射時產生的後座力，並增加射擊穩定性及命中精確度。高低射界為負2度～正63度，方向射界負24度～正25度。
砲座裝置氣壓式平衡機，提供較M114A1榴彈砲為佳的砲管軸向支撐力及全砲的穩定性。砲架裝有輔助裝置及液壓控制系統，使火砲在設置陣地和撤收裝備時更快速省力，放列時間3分鐘，砲班人員亦減少為7人。
本砲全長10公尺，全高2.3公尺，重7.3噸，射擊M107高爆榴彈時最大射程為18.1公里，射擊M549A1火箭助推高爆榴彈時最大射程為30.1公里，射擊增程全口徑彈底吹氣（ERFB-BB）高爆榴彈時最大射程為32.4公里。

## 改良型—XT-86A1
XT-86A1為XT-86的改良型，主要重點置於火砲機動時的反應性和放列／撤收時間的再減短。
本砲與XT-86外觀上並無差異，惟砲架前方加裝一臺小型汽油發動機，提供動力以驅動位於砲架尾，由液壓控制的輔助腳輪，使砲架展開或併攏。此外，千斤頂、高低機和方向機亦可利用液壓系統執行全自動操控。砲架上另裝有旋轉轉盤，可作360度旋轉，使砲管可輕易固定於行軍鎖上，減少全砲於行軍時的長度及高度。由於以上的改良，使各砲班編制人員隨仍為7人，但實際上只需4人即可。
XT-86A1在牽引時，全長6.5公尺，全高2.1公尺，重10噸。使用彈種及最大射程與XT-86相同。